# 逃學英雄傳
《逃學英雄傳》是1992年上映的香港電影。王晶導演，張堅庭、邱淑貞、張敏、吳孟達、郭富城主演。本片為1991年周星馳電影《逃學威龍》的跟風作，於1992年2月20日正式上映。
除周星馳以外，本片沿用了《逃學威龍》中大部份演員。

## 演员
| 演员   | 角色          | 备注                                                   |
| 張堅庭 | 侯瑞堅        | 見習督察，談判專家，後為聖育強中學教師                 |
| 邱淑貞 | 關德卿/吳小元 | 影射關德興，督察，後臥底為聖育強中學學生               |
| 張敏   | 林夢想        | 聖育強中學體育教師，黑幫成員，實為國際刑警。           |
| 吳孟達 | 黑仔達        | 警長，曾是逃學威龍周星星搭檔，現臥底於聖育強中學當校工 |
| 郭富城 | Ace/小狗      | 台灣黑幫老大兒子，聖育強中學學生                       |
| 黃一山 | 細龜          | 聖育強中學學生，Ace好友                                |
| 陳惠敏 | 陳惠蟹        | 洗底黑幫，聖育強中學數學教師                           |
| 陳國新 |               | 聖育強中學校長                                         |
| 李麗蕊 | 大家姐        | 聖育強中學學生，後關德卿手下                           |
| 黃炳耀 | 黃Sir         | 警司，奪命較剪腳，侯瑞堅舅父                           |
| 曾近榮 | 化學老師      | 聖育強中學化學教師，非常善忘                           |
| 袁祥仁 | 柯受良        | 小狗父親，被鐵鎮東殺害                                 |
| 潘芳芳 | 蜘蛛精        | 總督察，黃Sir死對頭                                    |
| 任世官 | 鐵鎮東        | 台灣黑幫                                               |
| 任煒雄 | 傻波          | 鐵鎮東手下，是是個精神病患，喜歡玩俄羅斯輪盤           |

## 電影歌曲
| 曲別 | 歌名                           | 演唱            |
| ---- | ------------------------------ | --------------- |
| 插曲 | 《是不是每一個戀愛的人都像我》 | 郭富城          |
| 插曲 | 《Tell My Why》                | 郭富城          |
| 插曲 | 《Masih Ada Waktu》            | Utha Likumahuwa |

## 外部連結
- 開眼電影網上《逃學英雄傳》的資料（繁體中文）
- 香港影庫上《逃學英雄傳》的資料（繁體中文）
- 时光网上《逃學英雄傳》的資料（简体中文）
- 豆瓣电影上《逃學英雄傳》的資料 （简体中文）
- AllMovie上《逃學英雄傳》的资料（英文）
- 爛番茄上《逃學英雄傳》的資料（英文）
- 互联网电影数据库（IMDb）上《逃學英雄傳》的资料（英文）